# Station Jastrzębie Zdrój Ruptawa
Station Jastrzębie Zdrój Ruptawa is een stationsgebouw aan de voormalige Lijn 170 in de Poolse plaats Jastrzębie-Zdrój.